# Phantastik und Futurologie
Phantastik und Futurologie (original: „Fantastyka i futurologia“) von Stanisław Lem ist eine Monografie in zwei Bänden zu den Themen Science Fiction und Futurologie. Im polnischen Original erschien das Werk 1970 im Verlag Wydawnictwo Literackie. Die deutsche Übersetzung erschien 1977 bzw. 1980 im Insel Verlag.
Das Buch stellt sowohl eine umfassende Kritik der Science-Fiction-Literatur dar, die mitunter in die Polemik umschlägt, als auch eine Theorie der Science Fiction. Diese wird einerseits als Literaturgattung, andererseits als Instrument zur Gesellschaftsanalyse im Hinblick auf ihre Visionen, Utopien und Dystopien betrachtet. Der Science Fiction wird von Lem die Fähigkeit zur Zukunftsforschung attestiert, indessen macht er dem Genre zum Vorwurf, in weiten Teilen diesen Ansprüchen nicht zu genügen, keine Visionen einer Zukunft oder des noch Unbekannten zu geben, sondern vielmehr literarisch minderwertige Inhalte zu generieren, die mit genretypischen Versatzstücken und Rahmungen versehen werden. Auch letztere bleiben dabei laut Lem in der Regel trivial.

## Inhalt
Im ersten Band nähert sich Lem der Science Fiction bzw. der Phantastik als Literaturgattung an und versucht, ihre strukturellen Eigenarten in der Literatur auszumachen. Einen Übergang von der reinen „Phantastik“ bzw. Genres wie dem Märchen sieht Lem in der „Empirisierung“ fantastischer Elemente: was heute nicht möglich ist oder möglich scheint, kann in der Fantasy-Literatur auf wundersame Weise geschehen, benötigt in der Science Fiction aber einer empirisch wirkenden Begründung. Die Kritik an der zeitgenössischen SF klingt bereits hier an: „Zukunftstechnologien“ als Ersatz für wundersame Elemente sind Lem zufolge oft weder für die Erzählung selbst noch für ihre gesellschaftlichen oder philosophischen Implikationen relevant, die Geschichten verwenden somit zwar eine Kulisse der Zukunft und ihrer fortgeschrittener Technologien, bleiben in allen anderen Beziehungen aber „konventionell“. Von der Futurologie wird die Science-Fiction dahingehend abgegrenzt, dass sie nicht in der Pflicht steht, Prognosen zu erstellen: Signifikant werden Science Fiction-Werke, wenn sie Möglichkeitsräume abdecken, die gesellschaftliche Entwicklungen einschlagen könnten.
Im Folgenden kritisiert Lem eine weitgehende Eindimensionalität der Science Fiction: ein Großteil der Werke lasse sich auf einfache Inversionen zurückführen. Lem macht „generative Strukturen“ in der Phantastik aus, die zwar nicht notwendigerweise primitive Ergebnisse zeitigen müssen, dies in der Praxis jedoch tun. Selbst dekliniert Lem das an einer Reihe von Begriffspaaren durch, die er zunächst umkehrt und eine Inhaltsangabe der damit möglichen SF-Geschichte liefert, in der Folge handelt er die Stories eines SF-Sammelbandes nach demselben Muster ab und stößt mit wenigen Ausnahmen auf analog primitive Grundstrukturen. Als eine der wenigen Ausnahmen wird Philip K. Dick als Autor deutlich positiv hervorgehoben: das Konzept der „Phantomatik“ (im Sinne von Virtualisierung) wird am Beispiel Dicks (und insbesondere seinen Romanen Ubik und Die drei Stigmata des Palmer Eldrich) analysiert.
Während der Exkurs zur Phantomatik im ersten Band die Ausnahme bleibt, betrachtet Lem im umfangreicheren zweiten Band kapitelweise verschiedene Hauptmotive der Science Fiction:
- Die Katastrophe (Weltuntergangs- und dystopische Szenarien)
- Roboter und Menschen (Verhältnis der Menschen zu Robotern, Anthropomorphisierungen, Verhalten künstlicher Intelligenzen)
- Kosmos und Phantastik (Raumreisen und ihre Implikationen)
- Die Metaphysik der Science Fiction und die Futurologie des Glaubens (Auswirkungen technologischen Fortschritts/Kontakt zu außerirdischen Zivilisationen auf Religion und Glauben)
- Erotik und Sex (Sexualität in technisierten/virtualisierten Welten, Sexualität von bzw. mit außerirdischen Spezies)
- Mensch und Übermensch (Überwindung biologischer und geistiger Beschränkungen des Menschen durch Technologie)
- Das Experiment in der Science Fiction (bezogen weniger auf inhaltliche, sondern formale Aspekte der besprochenen Geschichten: Stil- und Inhaltsentwicklungen der neueren SF, beginnend mit Ray Bradbury)
- Utopie und Futurologie (Rolle der SF bei der Entwicklung gesellschaftlicher Idealvorstellungen und Dystopien, Prognosefähigkeiten des Genres)

Alle Themenfelder werden anhand zahlreicher literarischer Beispiele analysiert und auf Plausibilität und Originalität geprüft. Lem schließt nach teils sehr scharfer Kritik an zahlreichen Vertretern und Werken des Genres mit einem zwiespältigen Urteil, in dem er der Science Fiction erhebliche Potentiale attestiert: es werde klar, dass „...alle Vorwürfe, die man an bestimmte Werke der SF richten kann, weit überragt werden von den Chancen, an denen die phantastische Literatur systematisch vorbeigeht.“

## Kritik
Simon Spiegel stellt Lems teilweise vernichtende Kritik an der literarischen Qualität weiter Bereiche des Genres nicht in Abrede und konstatiert seinerseits ebenfalls den Charakter der bis zum Erscheinen der „Phantastik und Futurologie“ stattgefundenen SF-Kritik als Apologien mit dem Ziel, „...eine angeblich verkannte Sparte der Literatur aufzuwerten. Anspruch und Realität klaffen dabei oft auseinander. Nur die wenigsten SF-Erzählungen und -Romane können tatsächlich leisten, was ihre Befürworter vollmundig verkünden.“ Lem definiere indessen vorab, was gute Phantastik sei, habe „...gewisse Vorstellungen, was SF zu leisten hat, und ausgehend von diesen untersucht er das Feld.“ Lems Ansatz solle „...geeichte Kriterien liefern, als Richterin fungieren, dabei helfen, die Spreu vom Weizen, die authentische Phantastik von der Fälschung zu trennen. Das ist an sich schon ein eher ungewohnter Anspruch für eine Literaturtheorie, vor allem setzt er voraus, dass es so etwas wie echte Phantastik – respektive SF – überhaupt gibt.“
Damit begebe sich Lem auf die entgegengesetzte Position, die er noch in der Philosophie des Zufalls vertrat, nach der die Entstehung und auch die Rezeption von Werken und ganzer Genres vom Zufall als zentraler Kategorie bestimmt werde.

## Ausgaben
- Erstausgabe: Phantastik und Futurologie Band 1, übersetzt von Beate Sorger und Wiktor Szacki. Insel Verlag Frankfurt am Main 1977, ISBN 978-3-458-05026-1.
- Phantastik und Futurologie Band 2, übersetzt von Edda Werfel. Insel Verlag Frankfurt am Main 1980, ISBN 978-3-458-14931-6.
- Neuauflage: Phantastik und Futurologie, zwei Bände, Suhrkamp Verlag Frankfurt am Main 1984, ISBN 978-3-518-37496-2 und ISBN 978-3-518-37513-6.